# Верес (хор)
Народний хор «Верес» — це аматорський хор створений на базі Рівненського міського будинку культури. Рік заснування: 1960. Керівник – заслужений працівник культури України Невірковець Петро Антонович.

## Історія заснування
Невеликий спочатку хоровий гурток поступово перетворився у хоровий колектив, майстерність якого весь час зростає і досить швидко він стає одним з найкращих хорів Рівненщини. В 1964 році колектив бере участь у фестивалі, присвяченому 150 річчю з Дня народження Т. Г. Шевченка. Цього ж року хор вперше виступає на республіканському телебаченні і в цьому ж році йому присвоюється почесне звання «народний». Хор є лауреатом багатьох республіканських фестивалів самодіяльного мистецтва. У 1968 році керівником колективу стає випускник Рівненського державного музичного училища Петро Невірковець і ось уже 42 роки він уміло керує цим колективом. В жовтні 1973 року хор бере участь у звітному концерті самодіяльних колективів Рівненщини в місті Києві. За ініціативи керівника хор обирає собі назву «Верес» під якою він відомий і сьогодні.

## Творчий здобуток
За роки своєї творчої діяльності хор «Верес» брав участь у міжнародних фольклорних фестивалях в Росії, Вірменії, Білорусі, Польщі, Болгарії, Словаччині. Є лауреатом І Всеукраїнського фестивалю-конкурсу «Український народний спів» який проходив у 1999 році в місті Києві, а у 2006 році на 5 Всеукраїнському фестивалі-конкурсі козацької пісні «Байда» в м. Тернополі посідає почесне 2 місце.

## Благочинність
Хор «Верес» протягом багатьох років є активним популяризатором української народної пісні, особливо народного пісенного надбання Рівненського Полісся. Учасники колективу проводять велику благодійницьку роботу. Щорічно кошти зібрані під час Новорічних та Різдвяних свят колектив передає на опорядкування Свято-Покровського Собору. Загальноміські концерти, свята, Шевченківські дні, Свято Івана Купала всюди бере участь хор «Верес». У 2004 році хор брав участь у творчому звіті Рівненщини в м. Києві.

## Учасники хору
Учасники хору - робітники, службовці, приватні підприємці. Це люди які закохані у народний спів і свій вільний час присвячують українській пісні, концертують по містах та селах Рівненщини. Є серед учасників хору і аматори які співають у ньому вже 40 років. В репертуарі народного аматорського хору «Верес» народні українські, повстанські, стрілецькі, духовні пісні, а також колядки та щедрівки. Переважна більшість пісень аранжована керівником хору Петром Невірковцем. Хор «Верес» переможець загальноміського відкритого рейтингу популярності «Гордість міста» в номінації «Найкращий хоровий колектив». За вагомий внесок у розвиток та популяризацію української народної пісні керівник хору Петро Невірковець отримав почесне звання заслужений працівник культури України. В червні 2010 року народний аматорський хор «Верес» Рівненського міського Будинку культури відзначив свій 50- річний ювілей. Хор нараховує 37 учасників віком від 45 до 60 років.